# Макпайен, Жан-Кристоф
Жан-Кристоф Макпайен (фр. Jean-Christophe Macpayen; 11 июля 1934, Банги, Убанги-Шари, Французская Экваториальная Африка — 1 июля 1981) — центральноафриканский государственный деятель, министр иностранных дел Центральноафриканской Республики (1963—1964).

## Биография
После провозглашения независимости Центральноафриканской Республики занимал ведущие должности в правительстве страны:
- 1959 г. — министр общественных работ,
- 1960—1961 гг. — министр труда и социальных вопросов,
- 1960—1963 гг. — министр образования,
- 1963—1964 гг. — министр иностранных дел,
- 1964 г. — министр информации и туризма.